# Тышлек, Дмитрий Петрович
Дмитрий Петрович Тышлек (укр. Дмитро Петрович Тишлек; Донецк, Украинская ССР) — украинский полицейский. Заместитель Главы Национальной полиции Украины с 10 сентября по 19 декабря 2023 года. Полковник полиции. Кандидат юридических наук.
Фигурант расследования журналистского проекта Bihus.Info, согласно которому жена Тышлека имеет российское гражданство, а он сам имеет связи с российским криминальным миром. 28 октября 2023 года отстранён от исполнения служебных обязанностей до завершения следствия.

## Биография
Дмитрий Тышлек родился в Донецке.
Работу в органах внутренних дел начал в июле 2006 года в должности следователя, оперуполномоченного Буденновского районного отдела Донецкого городского управления Управления МВД Украины в Донецкой области. До ноября 2013 года работал в органах внутренних дел в Донецке.
С ноября 2013 по апрель 2014 года и с января 2015 по ноябрь 2015 года работал заместителем начальника отдела Департамента Государственной службы борьбы с экономической преступностью МВД Украины.
С апреля 2014 по январь 2015 года — заместитель начальника отдела Главного управления МВД Украины в Донецкой области.
С ноября 2015 по октябрь 2019 года — начальник управления, начальник отдела Департамента защиты экономики Национальной полиции Украины.
С октября 2019 до сентября 2023 года — начальник управления Департамента стратегических расследований Национальной полиции Украины.
С 10 сентября по 19 декабря 2023 года являлся заместителем Главы Национальной полиции Украины. 28 октября 2023 года отстранён от исполнения служебных обязанностей.
19 декабря 2023 года подал рапорт на увольнение с замглавы Национальной полиции Украины.
Полковник полиции. Кандидат юридических наук.

### Обвинения в покрытии мошеннических колл-центров
В июне 2023 года Telegram-канал «Джокер» публично обвинил Дмитрия Тишлека и других должностных лиц Нацполиции в покрытии мошеннических «инвестиционных офисов» в Днепре и Киеве. По данным источника, днепровские колл-центры вероятно управляются начальником ДВР города Андреем Данилюком при кураторстве его непосредственного шефа — и.о. первого заместителя председателя Нацполиции Дмитрием Тышлеком.

## Расследования
26 октября 2023 года вышло журналистское расследование Bihus.Info, посвященное Дмитрию Тышлеку. В расследовании говорится, что Тышлек пользуется недвижимостью и автомобилем семьи партнера российского криминального авторитета, а его жена до сих пор имеет российское гражданство.

### Родственники с паспортами РФ
Согласно расследованию, жена Дмитрия Тышлека, Александра Балакай является гражданкой России. Кроме жены и тещи Тышлека, российское гражданство имеют и другие его родственники со стороны жены. Журналисты узнали, что ее семья в 2000-х переехала из Донецкой области в Ростовскую область и получила паспорта РФ.
Позже жена Тышлека Александра вернулась в Украину, однако, как уточняет Bihus.Info, от своего российского гражданства она не отказалась ни в 2014, когда началась российско-украинская война, ни в 2022 году после начала полномасштабного российского вторжения.
В расследовании также говорится о матери жены Тышлека. Она, как утверждают авторы расследования, регулярно навещала семью дочери в Украине. В 2018 году на неё оформили элитную недвижимость в центре Киева, которую она позже передала в распоряжение дочери — жене замглавы Тышлека. Проверив её соцсети, журналисты также нашли доказательства её визитов в оккупированный Крым и подписки на российские пропагандистские ресурсы.
На российском сервисе проверки действия паспортов расследователи нашли информацию, что паспорта жены и тещи заместителя руководителя Нацполиции действующие по состоянию на июнь 2023 года. Согласно документу, который оказался в распоряжении издания «Цензор.нет», Александра Балакай в 2005 году подавала заявление в российские органы на замену паспорта гражданки РФ. Кроме того, в 2015—2017 годах она регулярно ездила в Россию и в оккупированный РФ Крым.

### Связи с российским криминальным миром
В сентябре-октябре 2023 года Тышлек был неоднократно замечен в одном из элитных коттеджных городков под Киевом. По мнению журналистов сейчас он живёт в одном из домов Натальи Нечипоренко. А весной прошлого года Тишлек выезжал за границу на машине Виталия Нечипоренко — мужа Натальи, в доме которой он живёт сейчас.
Супруги Нечипоренко имеют общий бизнес с Андрианом Родиным (он же Андрей Иманали, он же «Полузверь»). По данным журналистов, это российский криминальный авторитет, один из лидеров ростовского ОПГ «Сельмаш», который «имеет очень давние и очень сложные отношения с полицией», как отмечают Bihus.Info.
В 2019 году глава криминальной полиции Вячеслав Аброськин заявил, что «Полузверя» обнаружили в Киеве на сходке в столичном ресторане. Аброськин тогда также обещал выдворить Иманали из страны, но вместо этого удалил свой пост об этом из Фейсбука. Тогда Аброськин обещал выдворить Иманали из страны, но вместо этого почему-то удалил свой пост об этом из Фейсбука. В 2021 году, перед тем как СНБО утвердил санкции в отношении более полутысячи лиц криминального мира, СМИ опубликовали предварительный перечень, где среди прочих фигурировала и фамилия Иманали. Но когда на сайте Президента обнародовали финальный вариант, Иманали уже там не нашлось. Журналисты Bihus.Info отмечают, что этот список был одним из немногих, который готовило МВД, в структурах которого всю жизнь и работает Тышлек.

## Уголовное производство
28 октября 2023 года глава МВД Украины Игорь Клименко сообщил, что Дмитрий Тышлек отстранён от исполнения служебных обязанностей в должности заместителя Главы Национальной полиции Украины на время расследования уголовного производства, начатого по его заявлению после журналистского расследования.
Дмитрий Тышлек после опубликованного журналистского расследования публично обратился с заявлением в ГБР, чтобы правоохранители проверили обнародованную информацию. Уголовное производство уже продолжается. Я лично с нетерпением ожидаю результатов. И общество тоже должно услышать ответы на вопросы. Потому что сомнения в верности Государству и Присяге — недопустимы. Особенно во время войны. Уверяю, если озвученные в медиа факты подтвердятся, в отношении Дмитрия Тышлека будут приняты неотложные и жесткие управленческие решения. А до получения выводов следствия он будет отстранен от выполнения служебных обязанностей.
Игорь Клименко, глава МВД Украины

## Оценки деятельности
По мнению журналиста, главного редактора издания «Цензор.нет» Юрия Бутусова, глава Офиса Президента Андрей Ермак и его заместитель Олег Татаров защищают от увольнения связанного с российской мафией заместителя начальника Нацполиции Тышлека, а Владимир Зеленский не хочет отвечать за позорное назначение и промедление с увольнением .
Ветеран и председатель ОО «Украинское объединение «Мрия» Юрий Гудыменко считает, что дело заместителя главы Нацполиции Тышлека пытаются замять и направил обращение в антикоррупционные органы с просьбой провести проверку.
Если МВД самостоятельно не может справиться с «тышлеками», то за это должна взяться общественность.
Юрий Гудыменко
21 ноября 2023 года стало известно, что Национальное агентство по предотвращению коррупции мониторит образ жизни Дмитрия Тышлека. Также проверяется выполнение законодательства по вопросам предотвращения и урегулирования конфликта интересов. Об этом говорится в ответе руководителя управления проведения мониторинга образа жизни и контроля за полнотой заполнения декларации Дмитрия Соколова в адрес ветерана Юрия Гудыменко.